# Young Buffaloes Football Club
El Young Buffaloes FC es un equipo de fútbol de Suazilandia que juega en la Primera División de Suazilandia, la liga de fútbol más importante del país.

## Historia
Fue fundado en el año 1982 en la capital Mbabane y es uno de los equipos más importantes de la ciudad, aunque solamente ha sido campeón nacional 2 veces en el año 2010 y en el año 2020, y ha sido campeón de la Copa de Suazilandia en tres ocasiones.
A nivel internacional ha participado en 6 torneos continentales, en los cuales nunca ha podido superar la Primera ronda.

## Palmarés
- Primera División de Suazilandia: 2

2010, 2020
- Copa de Suazilandia: 3

2017, 2018, 2019
- Copa Ingwenyama: 1

2019

## Participación en competiciones de la CAF
| Temporada | Torneo                       | Ronda      | Club                 | Casa | Visita | Global  |
| --------- | ---------------------------- | ---------- | -------------------- | ---- | ------ | ------- |
| 2011      | Liga de Campeones de la CAF  | Preliminar | St Michel United FC  | 3-0  | 1-2    | 4-2     |
| 2011      | Liga de Campeones de la CAF  | 1          | ZESCO United         | 0-2  | 0-5    | 0-7     |
| 2018      | Copa Confederación de la CAF | Preliminar | Cape Town City FC    | 0-1  | 0-1    | 0-2     |
| 2018/19   | Copa Confederación de la CAF | Preliminar | Green Eagles FC      | 2-3  | 0-2    | 2-5     |
| 2019/20   | Copa Confederación de la CAF | Preliminar | Buildcon FC          | 1-1  | 1-0    | 2-1     |
| 2019/20   | Copa Confederación de la CAF | 1          | Bidvest Wits FC      | 1-0  | 0-3    | 1-3     |
| 2020-21   | Liga de Campeones de la CAF  | Preliminar | Le Messager FC       | 0-0  | 1-1    | 1-1 (a) |
| 2020-21   | Liga de Campeones de la CAF  | 1          | AS Vita Club         | 2-2  | 1-4    | 3-6     |
| 2020-21   | Copa Confederación de la CAF | Playoff    | ES Sahel             | 1-2  | 0-2    | 1-4     |
| 2021/22   | Copa Confederación de la CAF | 1          | Red Arrows FC        | 0-0  | 1-2    | 1-2     |
| 2023/24   | Copa Confederación de la CAF | 1          | Sekhukhune United FC | w.o  | w.o    | w.o     |